# Befriedeter Bezirk (Verwaltungsrecht)
Befriedete Bezirke sind nach dem Gesetz über befriedete Bezirke für Verfassungsorgane des Bundes (BefBezG) vom 11. August 1999 (BGBl. I S. 1818) festgelegte Bereiche um den Deutschen Bundestag (Sitz im Reichstagsgebäude), den Bundesrat (Sitz im Preußischen Herrenhaus) und das Bundesverfassungsgericht.
Innerhalb dieser Bezirke sind Versammlungen nur zugelassen, wenn eine Beeinträchtigung des Geschäftsbetriebs dieser Verfassungsorgane ausgeschlossen ist (Bannmeile). Dabei wird das Demonstrationsrecht im Sinne einer Abwägung zwischen der Versammlungsfreiheit und der Arbeitsfähigkeit der Verfassungsorgane prinzipiell nur so weit eingeschränkt, dass letztere nicht beeinträchtigt ist. Damit soll zum Ausdruck kommen, dass gerade nicht die „Verbannung“ der Bevölkerung bezweckt wird. Demonstrationen sind zuzulassen, wenn keine Störung zu erwarten ist. Dies gilt vor allem an sitzungsfreien Tagen (§ 3 BefBezG). Die Entscheidung über das Stattfinden entsprechender Versammlungen treffen das Bundesministerium des Innern sowie der Präsident des betroffenen Verfassungsorgans.
Mit dem Inkrafttreten des BefBezG wurde das Bannmeilengesetz vom 6. August 1955 (BGBl. I S. 504) abgelöst, welches solche Versammlungen generell ausschloss. Das heißt, in der ehemaligen Bundeshauptstadt und heutigen Bundesstadt Bonn waren Versammlungen unter freiem Himmel, Aufzüge und politische Demonstrationen innerhalb einer Bannmeile um den Bundestag verboten. Die Bannmeile wurde mit dem Umzug nach Berlin abgeschafft.